# Décès en 1051
Décès
- 1047
- 1048
- 1049
- 1050
- 1051
- 1052
- 1053
- 1054
- 1055

Cette page dresse une liste de personnalités mortes au cours de l'année 1051 :

## Jour connu
- 22 janvier : Ælfric Puttoc, archevêque d'York et évêque de Worcester[1].
- 14 mars : Gérard de Cambrai, évêque de Cambrai.
- 26 mars : Hugues IV du Maine, comte du Maine.
- 27 avril : Foulques Bertrand de Provence, comte de Provence.
- 10 ou 11 juin : Bardo de Mayence, moine bénédictin de l’abbaye de Fulda, abbé des abbayes de Werden, de Hersfeld et archevêque de Mayence.
- 10 août : Drogon de Hauteville, mercenaire normand, deuxième comte d’Apulie : il est assassiné[2].

## Jour inconnu
- Bernard (en), margrave de la Marche du Nord.
- Bi Sheng, inventeur de la typographie chinoise.
- Raoul de Gacé,  noble normand, tuteur du futur Guillaume le Conquérant, et seigneur de Gacé, d'Écouché, de Bavent, de Varenguebec et de Noyon-sur-Andelle.
- Jourdain de Laron, évêque de Limoges.
- Kalv Arnesson, chef de guerre norvégien.

## Date incertaine
- vers 1051 :
  - Amédée Ier de Savoie, second comte en Maurienne et des Belleysans, également seigneur du Bugey, d'Aoste et du Chablais

- 1050 ou 1051 :
  - Mathias Ier de Nantes[3], comte de Nantes.

## Crédit d'auteurs
- Cet article est partiellement ou en totalité issu de l'article intitulé « 1051 » (voir la liste des auteurs).